# سام فلچر (فوتبال)
سام فلچر (انگلیسی: Sam Fletcher; ۱۸۹۰ – ۲۲ ژانویه ۱۹۷۲) بازیکن فوتبال اهل بریتانیا بود.